# عملية هاهار
عملية هاهار (بالعبرية :ההר، وتعني "الجبل")، أو عملية إل هاهار، كانت حملة عسكرية شنّها جيش الدفاع الإسرائيلي في أواخر أكتوبر من عام 1948، ضد تجمعات قروية فلسطينية تقع إلى الجنوب الغربي من القدس. وقد امتدت العمليات من التاسع عشر حتى الرابع والعشرين من الشهر، بمشاركة وحدات من لواء هارئيل ولواء عتسيوني.
وقد وقف في وجه الزحف الإسرائيلي مقاتلون من الجيش المصري، تعاضدهم ميليشيات محلية، إلا أنّ التفوق الناري والتنظيمي للجيش الإسرائيلي أدى إلى سقوط أكثر من اثنتي عشرة قرية، أبرزها دير أبان ودير الهوا، وغيرهما من القرى التي كانت تشهد سكينة زراعية قبل أن تطالها آلة الحرب.
وكانت هذه العملية تتزامن مع عملية يوآف التي استهدفت مواقع مصرية أخرى في الجنوب، في إطار مساعٍ عسكرية موسّعة للسيطرة على الممرات الاستراتيجية والقرى الواقعة بين القدس والسهل الساحلي.

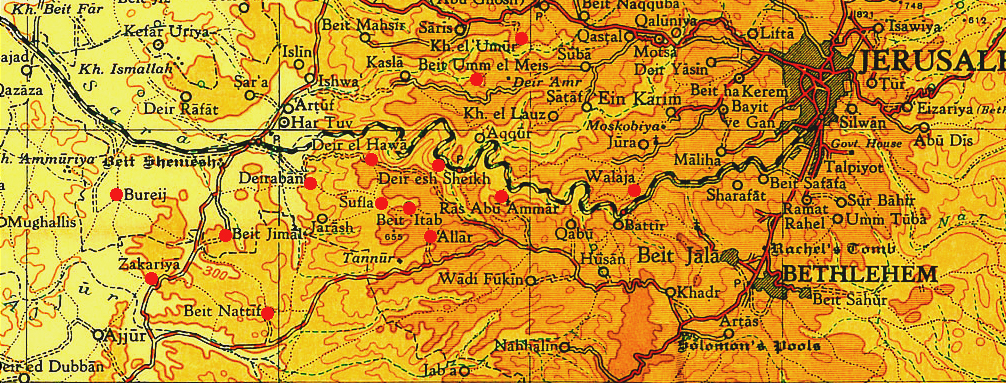
القرى التي سقطت خلال عملية الهار، أكتوبر 1948.

## الخلفية
في منتصف شهر أكتوبر من عام 1948، أصدرت لواء هارئيل تعليمات قتالية جاء فيها: "إن العدو يخطط لقطع ينابيع الهجرة والاستيطان، لبناء وكر لمؤامرات الحرب ضدنا وضد محبّي السلام في العالم، لفصل النقب عن إسرائيل، لإلحاق الضرر بالعاصمة – مهوى أفئدة أجيال بني إسرائيل –، لإخضاع العنصر العبري في القدس، لتفكيك الصناعة اليهودية، لإغلاق البحر، ولحرمان حيفا ومينائها من الاستقلال. وإن هذه المخططات ستُباد في ميدان القتال."
وحتى ذلك الحين، كانت مهام اللواء تتركز على مطاردة المتسللين الذين كانوا يسعون لتنفيذ هجمات ضد اليهود وممتلكاتهم، إضافة إلى تأمين وسائل النقل العامة نحو القدس.
باشر قسم العمليات في اللواء بتنفيذ دوريات جنوب ممر القدس، انطلاقًا من افتراضٍ مفاده أنّ المهام القادمة للواء ستتمثل في توسيع نطاق الممر نحو الجنوب حال استئناف القتال. وبالفعل، وقبل الموافقة على تنفيذ عملية "إل هاهار" (إلى قمة الجبل)، أبلغ "رعنانا" (إلياهو سيلا، ضابط العمليات) الكتيبتين الرابعة والخامسة بنيّة تنفيذ عمليات عسكرية في منطقتي بيت جمال ودير الهوا، وكلفهما بالقيام باستطلاعات ميدانية لرصد تحركات العدو، ووضع خططٍ لاحتلال تلك القرى في حال تجدُّد المعارك.
وفي برقية مكتوبة، أبلغ "رعنانا" قيادة البلماح في جبهة الوسط قائلاً: "لم يتوقف العدو، خلال الأيام الأخيرة، عن عملياته في هذا القطاع. وقد جرى تبادل نيران مكثف دون انقطاع. والموضع الاستراتيجي الذي نرابط فيه صعب الدفاع، إذ يقع في منحدر أدنى من بقية المواقع. نقترح: 1) تدعيم الموقع وتوسيعه عبر احتلال نقاط إضافية من خلال غارات صغيرة، وإدخال هاون عيار 120 ملم؛ 2) وإذا ما توقفت العمليات، فالتوجه إلى الأمم المتحدة لطلب وقفٍ لإطلاق النار."
ورغم أن طلب "رعنانا" بالاستيلاء على مواقع إضافية قد رُفض، إلا أن هذه المواقع أُخذت بالقوة مع بدء العملية، حيث واصل لواء هارئيل تحركه لتوسيع الهيمنة اليهودية حتى بلغ وادي الصرار (نهر سوريك)، حيث أُقيم هناك موقع عسكري على الضفة الجنوبية للوادي.

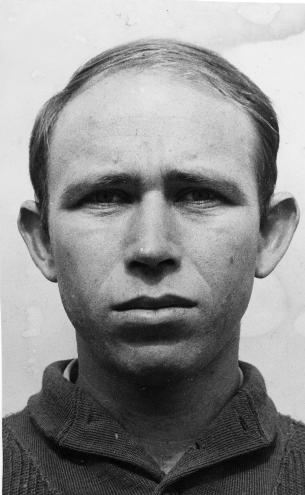
إلياهو "رعنانا" سيلا، ضابط العمليات في لواء هارئيل

### التحضيرات للحرب
في هذه الأثناء، واصلت قيادة البلماح-هارئيل تقديم مقترحاتها للقيادة العسكرية العليا بشأن تعزيز السيطرة على ممر القدس، من خلال بسط النفوذ على مناطق حيوية إضافية. وقد أوكلت إلى ضابط العمليات الخاصة، الذي وُضِعت بين يديه ترسانة وافرة من الأسلحة، مهمّة التحضير لخوض الحرب، ووُكِّل إليه وضع سلسلة من الخطط العسكرية، بالتشاور مع قائد اللواء وقادة الكتائب.
وقد نصّت الخطة التي وُضعت على تشكيل وحدة متكاملة تضم الكتائب الرابعة والخامسة والسادسة، ولواء المدرعات العاشر (חטיבה 10)، بالإضافة إلى وحدات استخبارات، وضباط لوجستيات، ونقل، وخدمات طبية، ومهندسين، ووحدة تدمير، وضباط مدفعية، وإدارة تموين وأفراد.
وبدا "رعنانا" في ذلك الوقت واثقًا من جهوزيته التامة لوضع وتنفيذ عمليات توسّع إسرائيلي في الممر الجنوبي، وصولًا إلى وادي إيلَة، بما يشمل الطريق المتفرع بين شاعر هغاي وبيت جبرين، والمتجه شرقًا عبر وادي إيلة حتى الخضر (وهو الطريق الذي يُعرف اليوم بالشارع الإقليمي 375).
وكان من المخطط في بادئ الأمر أن تتمركز قوات اللواء على جبلٍ بالقرب من قرية حوسان العربية، وتحديدًا في منطقة تُعرف حينها بـ "المفترق" (التي تُعرف اليوم بـتسور هداسا), وأن تبقى على أهبة الاستعداد للتحرك لاحقًا، إذا اقتضت الضرورة، نحو غوش عتصيون، الخليل، بيت جالا، وبيت لحم.

### تجدد القتال
اندلعت الأعمال العدائية في 15 أكتوبر 1948، عندما بدأت القوات الإسرائيلية المكلفة بتنفيذ عملية يوآف هجومًا نحو الجنوب، مقابل مواقع الجيش المصري في شمال النقب. أما لواء هارئيل، الذي كان متمركزًا إلى الشمال من تلك المنطقة، فقد ظلّ في حالة من الجمود أربعة أيام، نتيجةً لقرار صادر عن هيئة الأركان العامة في جيش الدفاع الإسرائيلي، إذ ارتأت القيادة، لأسباب سياسية، التريّث لترى ما إذا كان الجيش العربي الأردني سيتدخل.
وفي 19 أكتوبر، وبعد أن تمكّنت القوات الإسرائيلية من الاستيلاء على "مفرق الجنوب" وإعادة فتح خطّ الإمداد الأرضي نحو مستوطنات النقب، أُعطِيَ اللواء الإذن ببدء عملياته العسكرية في قطاعه. ومن بين دوافع السماح ببدء الهجوم أنّ الجيش العربي لم يتدخل في العمليات الإسرائيلية في شمال النقب، إلى جانب القلق من احتمال أن يصدر مجلس الأمن التابع للأمم المتحدة قرارًا بوقف إطلاق النار في 19 أكتوبر، الأمر الذي كان سيُفوّت على اللواء فرصة توسيع ممر القدس والتخلّص من العناصر المقاتلة المعادية هناك.

### سقوط دير أبان
كان الجيش العربي الأردني قد قرّر تركيز قواته في منطقتي بيت لحم والخليل بغية الحفاظ على تلك المنطقة لصالح سكانها العرب، ومنع أي مكاسب إقليمية إسرائيلية هناك.
ومع اشتداد المعارك في الجنوب بين القوات الإسرائيلية المشاركة في عملية يوآف وبين القوات المصرية، انطلق لواء هارئيل في مهمته واضعًا نصب عينيه هدفين اثنين: توسيع السيطرة اليهودية على ممر القدس من خلال القضاء على جيوب المقاومة، لا سيّما القوات المصرية العاملة في المنطقة، وفي الوقت ذاته تفادي أي استفزاز مباشر قد يدفع الجيش العربي الأردني إلى التدخل المسلح.
وفي ليلة مقمرة من 19 أكتوبر، بدأ جنود لواء هارئيل تنفيذ عملياتهم التي حملت لاحقًا اسم "إل هاهار"، متوجهين نحو احتلال دير أبان (جنوب محسيّا). وكانت في دير أبان نقطة عسكرية مشتركة، حيث تمركزت فيها قوات مصرية وميليشيات محلية من سكان القرية في الجهة الشرقية، بينما تمركزت القوات الإسرائيلية على بعد نحو ستين مترًا فقط إلى الغرب.
قاد الهجومَ سريةٌ من المجنّدين اليهود القادمين من الخارج (אנשי גח"ל)، مدعومة بقصفٍ مدفعي وقذائف "دافيدكا". كما استخدمت القوات الإسرائيلية حيلةً تمثلت في تشغيل جهاز فونوغراف أثناء الليل يبثّ أصوات نيران رشاشات متواصلة عبر مكبرات الصوت.
وقد أدّت المفاجأة النارية والصوتية إلى تحقيق الهدف المرجو، إذ انسحبت جميع القوات المصرية من القرية العربية تحت وطأة الهجوم.
وخلال هذه المعركة، لم تسجّل القوات الإسرائيلية سوى خسارة واحدة، إذ قُتل نائب قائد العمليات في الكتيبة الخامسة بعدما خرج للحظات من مخبئه لمعاينة مسار الهجوم.

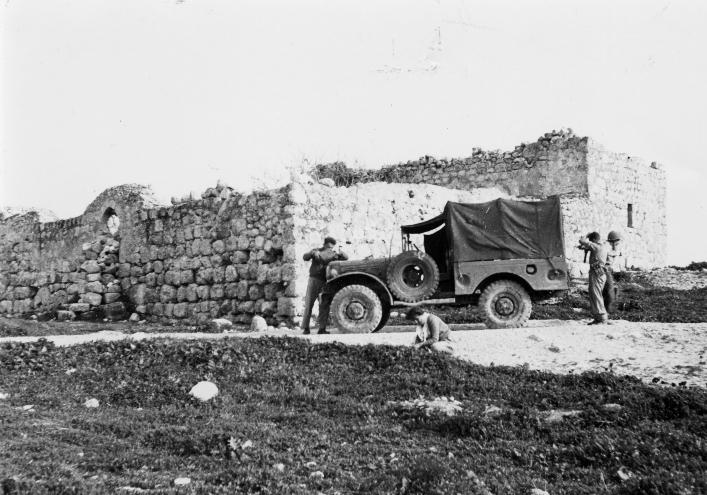
كتيبة هارئيل الرابعة إلى الغرب من الموقع العسكري المشترك عند بداية العملية

### سقوط دير الهوا
انطلقت قوات اللواء لتصعد إلى قمم الجبال حتى بلغت ذُرى السلسلة الجبلية، وهناك تلقّت الأوامر بالتحضير لاحتلال دير الهوا – والتي تقوم اليوم على أنقاضها بلدة نس هاريم – وهي قرية جبلية تتربع على ارتفاع يقارب 637 مترًا فوق مستوى سطح البحر. وقد كان الهدف من السيطرة عليها جعلها منطلقًا لعملياتٍ عسكرية أخرى باتجاه جبال الخضر، بيت لحم، والخليل.
باشر اللواء بإرسال دوريات مسلحة مكوّنة من رجلين إلى ثلاثة لاستكشاف التضاريس واختبار مدى إمكانية التسلل خلف خطوط العدو، وكان من ضمن الخطة عبور خط السكة الحديدية الذي يربط القدس بـهرتوف. وقد نجح الكشافة في العبور دون أن يُكتشف أمرهم، وتمركزوا في موقع جنوب غربي دير الهوا. لكن حين أُرسلت دورية أخرى لتأكيد صلاحية الطريق، تعرّضت لإطلاق نار، ما اضطرّها للتراجع، ولحقتها دورية ثالثة واجهت نفس المصير، مما أعطى اللواء صورة دقيقة عن جاهزية العدو للمعركة، فوضعت الخطط المناسبة للهجوم.
شنّت سريتان هجومًا على دير الهوا، مدعومتين بنيران أسلحتهم الفردية، بالإضافة إلى بطارية هاون عيار 120 ملم. وعندما اقتربوا لمسافة 200 متر من القرية، توقفت نيران الدعم التمهيدية، بينما هاجمت قوة ثالثة القرية من جهة مغايرة. وبين الهجوم من الأمام والخلف، اضطر الأهالي إلى الاستسلام. وبحلول منتصف الليل، كانت وحدات من الكتيبة الرابعة قد سيطرت بالكامل على دير الهوى، حيث وُجد أن السكان قد فروا مصطحبين معهم مواشيهم.
باشرت القوات الإسرائيلية بعد ذلك التحضير للعمليات التالية. وقد شاركت في السيطرة على القرية ثلاث سرايا مزوّدة بأسلحة دعم ومركبات مدرعة صعدت إلى الجبل. وأفضت الهجمات المنسّقة إلى السيطرة على ثلاث نقاط عسكرية: موقع "البيت"، وموقع "المدفع"، والنقطة العسكرية "المشتركة". وقد واجهت القوات بعض المقاومة في كلٍ منها بدايةً.
ويتذكر تابنكين قائلًا: "عندما سقطت النقطة المشتركة ودير الهوا، تهيأت لنا سيادة القوّة الحاسمة، فقررنا التحرك نهارًا كذلك... وعند بزوغ الفجر، تقرر أن تتقدّم الكتيبة الخامسة نحو بيت نتّيف، على أمل أنه بعد احتلال القرية، سيكون بالإمكان التقدم بحرية عبر طريق وادي إيلة شمالًا."

### سقوط عِلّار
أهالي قرية علّار المجاورة (المعروفة اليوم باسم موشاف ماتا), لما سمعوا دوي المدافع القادمة من جهة دير الهوا، استبدّ بهم الخوف. وعندما نُقل إليهم أن بعض سكان دير الهوا قد قُتلوا، هربوا خشيةً على أنفسهم، حاملين معهم الزاد والفرش، وآخر محاصيل الصيف من الحنطة والعدس، فرّوا بشاحنات نحو الخضر، ثم احتموا مؤقتًا بكهوفٍ قرب بيت جالا، قبل أن يستقر بهم المقام في مخيم الدهيشة.[بحاجة لمصدر]

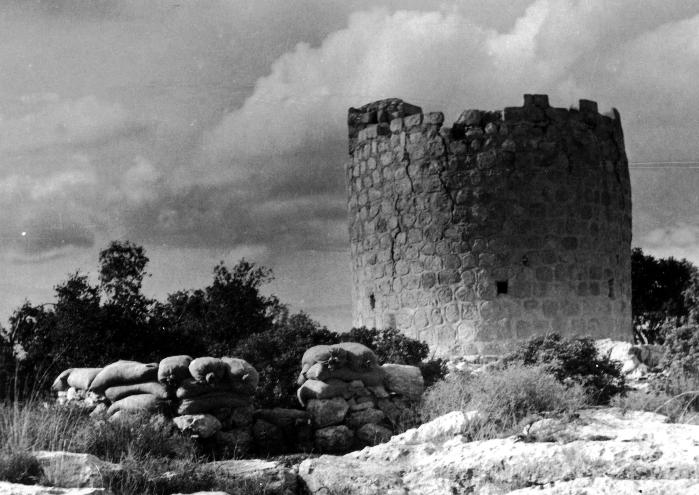
موقع لقوات هارئيل قرب أطلال جنوب شرق بيت جمال

### سقوط بيت جمال
في 20 أكتوبر، انفصلت قوة صغيرة من الكتيبة الخامسة، وسارت برفقة وحدة قتالية من اللواء العاشر المدرع عبر طريق بيت جبرين، وتمكنت من احتلال بيت جمال. وبعد السيطرة على هذا الموقع الاستراتيجي وإسكات المدفعية المصرية التي كانت تطلق النار على الطريق، تمكنت وحدات من لواء غفعاتي – المعروفة باسم ثعالب شمشون – من التقدّم دون عوائق نحو بيت جبرين.

### سقوط بيت نتّيف وزكريا
في اليوم التالي (21 أكتوبر)، شكّل موشيه ("موريس") بن درور، قائد الكتيبة الخامسة، قوة قتالية مؤلفة من سريتي مشاة وسرية دعم ووحدة تخريب، كلّفهم باحتلال بيت نتّيف وتدمير بيوتها، انتقامًا من مشاركتها في القتال ضد قافلة الخمسة والثلاثين التي أُرسلت لإنقاذ زملائهم في غوش عتصيون. وكان كثير من سكان البلدة قد لجأوا إلى قرية "أم الرؤوس" المجاورة، ومنعوا من العودة.
وفي تلك الليلة، هاجمت وحدة من الكتيبة الخامسة قرية زكريا (التي تقوم اليوم مكانها زخاريا), مما مكّن من فتح طريق وادي إيلة نحو الخضر، وهو الطريق المعروف اليوم بـالطريق الإقليمي 375. وقد فرّ العديد من سكان زكريا إلى التلال، لكنهم عادوا إلى قريتهم لاحقًا، وظلّوا فيها إلى أن أُعيد توطينهم عام 1950، بعد منحهم تعويضات، حيث انتقل بعضهم إلى الرملة، واختار آخرون الهجرة إلى الأردن.[بحاجة لمصدر]

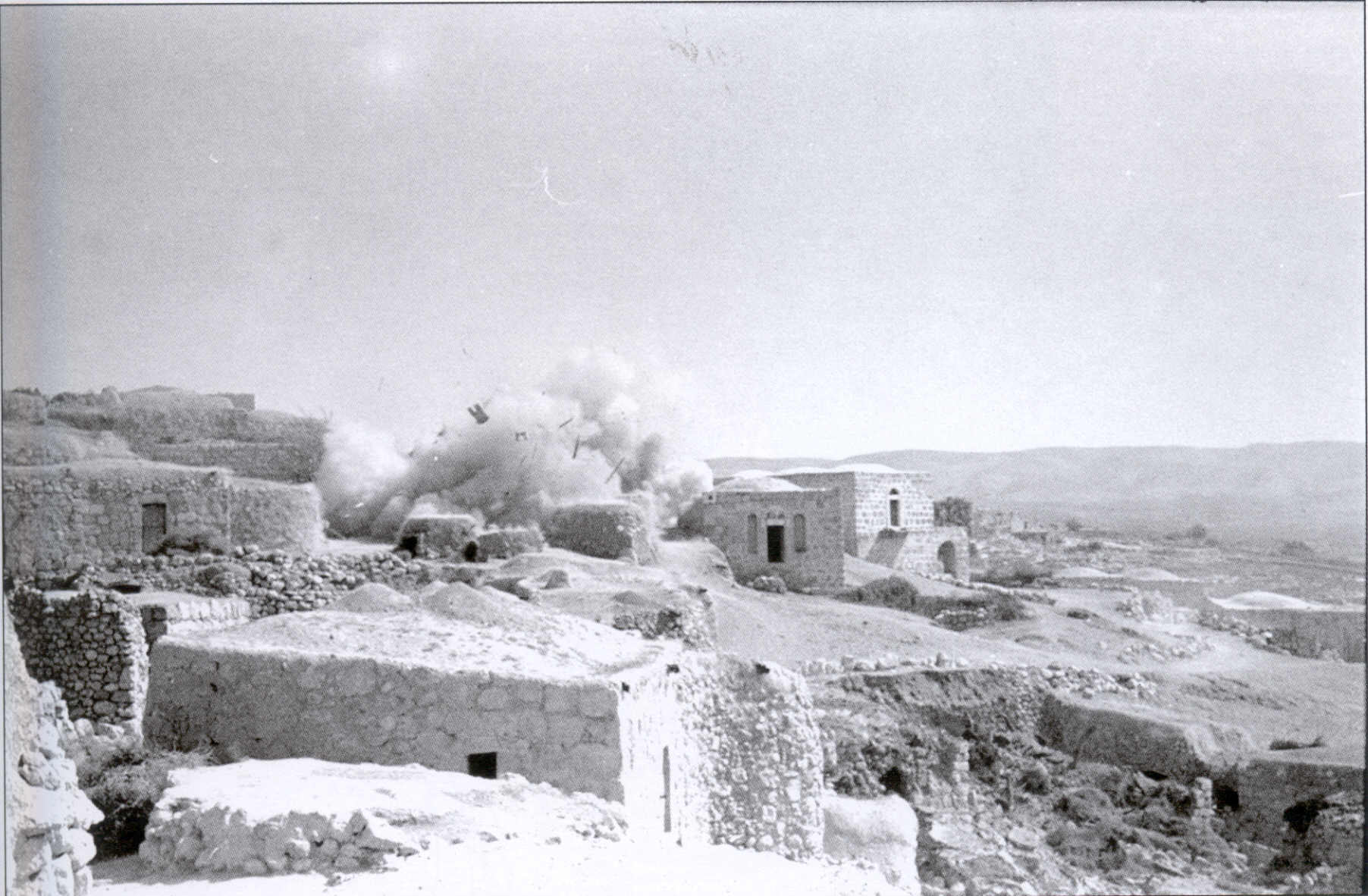
هدم بيوت في بيت نتّيف على يد لواء هارئيل، أكتوبر 1948

### سقوط جرش وبيت عطاب
مع اقتراب المعارك، وبحلول 21 أكتوبر، كان سكان قرية جرش الجبلية قد فرّوا من قريتهم الواقعة على قمّة التل. فتقدّمت قوة مشتركة من المدرعات والمشاة عبر الطريق المؤدي إلى بيت عطاب (بالقرب من موقع بار جيورا اليوم). وقبل فجر 22 أكتوبر، تبيّن للقوة المتقدمة أن سكان البلدة قد هجروا المكان، فهُدّمت بيوتهم، وبعد إزالة الألغام المزروعة على طول الطريق وتأمينه، واصلَت القوّات تقدّمها حتى بلغت المفترق القريب من قرية حوسان العربية.
هناك اندلعت اشتباكات نارية بين مشاة أردنيين مدعومين بسيارات مدرعة مزودة بمدافع، وبين الطليعة الإسرائيلية من لواء هارئيل. وفي نهاية المطاف انسحبت القوات الأردنية، ودخلت وحدات هارئيل إلى قرية حوسان مع حلول المساء.

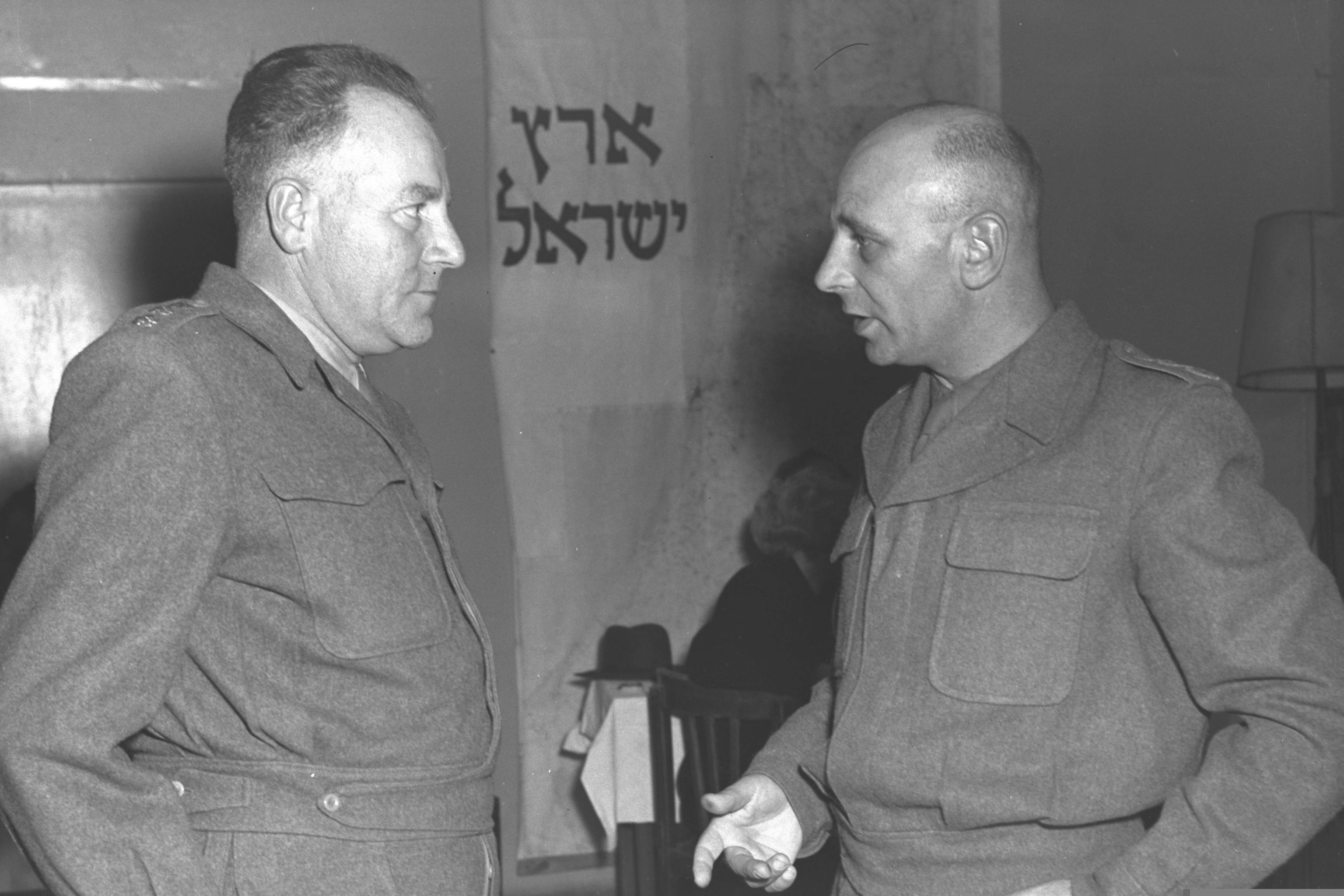
زفي أيالون (يمينًا) ويوسف أفيـدار

في 22 أكتوبر، الساعة 15:30، دخل قرار وقف إطلاق النار، الصادر عن مجلس الأمن التابع للأمم المتحدة، حيّز التنفيذ، ووافقت عليه كلا الجهتين.
بعد ساعة من سريان القرار، تلقى لواء هارئيل أوامر بالانسحاب من قرية حوسان، وهو ما فاجأ القادة الميدانيين، وطُلب إليهم التراجع إلى المفترق القريب والانتظار لتعليمات لاحقة. وبالفعل، أعادت القوات انتشارها في وادي وادي فوقين، تطبيقًا للاتفاق. ومع ذلك، ظلّ مقاتلو الكتيبة الخامسة في حالة تأهّب لاستئناف العمليات.
وقد ساد الشعور بين الجنود بأنهم كانوا قادرين على السيطرة على المنطقة الواقعة بين بيت لحم والخليل، بناءً على معلومات استخباراتية حول تمركز القوات المعادية هناك. لكن مع حلول منتصف الليل، وجّه دافيد بن غوريون، رئيس الوزراء، أوامر صريحة إلى لواء هارئيل بالانسحاب الكامل من قرية حوسان.
نقل قائد المنطقة الوسطى، الجنرال زفي أيالون، هذه التعليمات إلى يوسف تبنكين، مشددًا على ضرورة التوقف الفوري عن القتال، والعودة إلى "المفترق المتشعب" (الذي يُعرف اليوم بـتسور هداسا), على بعد 4 إلى 6 كيلومترات من بيت جالا، ونحو 6.2 ميل (10 كـم) من بيت لحم. وقد أُصيب تبنكين، قائد اللواء، بالذهول من القرار، فسارع في تلك الليلة إلى مقر قيادة هارئيل في أبو غوش لمحاولة إقناع القيادة بإعادة النظر في القرار ومواصلة الحملة، لكن دون جدوى.

### نتائج العملية
أسهمت حملة توسيع ممر القدس حتى السفوح الغربية لـجبال الخليل، وتطهيره من جيوب المقاومة، في رسم الحدود بين إسرائيل والمملكة الأردنية الهاشمية لاحقًا، كما تم تثبيت تلك النتائج في اتفاقية الهدنة عام 1949.